# Marcel de Jong
Pour les articles homonymes, voir de Jong.
Marcel de Jong est un joueur international canadien de soccer né le 15 octobre 1986 à Newmarket (Canada). Il joue au poste de défenseur.

## Biographie

### Carrière en club
Le 17 février 2015, De Jong est mis à l'essai par le Sporting Kansas City en vue de la saison 2015 de MLS.
Il met un terme à sa carrière sportive le 5 mars 2021.

### Carrière internationale
Marcel de Jong compte 56 sélections et 3 buts avec l'équipe du Canada depuis 2007.
Le 27 juin 2017, il fait partie des 23 appelés par le sélectionneur national Octavio Zambrano pour la Gold Cup 2017.